# Jan Rambousek (generál)
Jan Rambousek (celým jménem Jan Nepomuk Adolf Rambousek) (12. května 1867 Třeboň – 1. prosince 1945 České Budějovice) byl český esperantista, plukovník rakousko–uherské armády a generál dělostřelectva československé armády.

## Život
Studoval na státní reálce v Českých Budějovicích a později na kadetní škole ve Vídni a v důstojnické škole v Sarajevu.Stal se důstojníkem dělostřelectva, byl postupně povyšován a dne 1.5.1918 byl jmenován plukovníkem rakousko–uherské branné moci.
Po vzniku Československa byl jmenován plukovníkem dělostřelectva československé armády a dne 16.12.1921 byl jmenován generálem. Dne 1.2.1924 odešel do výslužby.
Roku 1930 dokonce vystoupil z církve římskokatolické a zůstal bez vyznání.
Jan Rambousek se naučil esperanto již v roce 1887, ve svých dvaceti letech (L. Courtinat, Dějiny esperanta, 1966, s. 1034), navštěvoval kongresy a seznámil se s Dr. Zamenhofem, když ho navštívil ve Varšavě. Kromě esperanta uměl osm dalších jazyků.
V důchodu žil v Českých Budějovicích, kde byl řadu let věrným členem esperantského klubu, který jako prezident velmi obětavě vedl. Pro esperanto pracoval až do své smrti. Je pohřben na hřbitově svaté Otýlie.
Dlouhá léta byl členem Mezinárodní asociace vědeckého esperanta. Byl také jedním z prvních dárců knih do knihovny První esperantské unie ve Vídni.